# La Mañana (Talca)
La Mañana fue un periódico de circulación diaria publicado en la ciudad de Talca, Chile. Fue fundado el 15 de noviembre de 1906 por Enrique Prieto Hevia.
Su última edición circuló el 31 de mayo de 1996, luego de años de un funcionamiento interrumpido.

## Historia
La primera edición circuló el 15 de noviembre de 1906. Estuvo ubicado en la esquina nororiental de 1 Norte con 2 Oriente, en un robusto edificio de hormigón, fierro y ladrillo que sobrevivió al terremoto de 1928 (demolido en mayo de 2001). Dicho inmueble fue adquirido en 1913 por el propietario del periódico de aquel entonces, don Vicente Rojas Labarca, a la Primera Compañía de Bomberos de Talca, la que optó por venderlo al no poder finalizar la construcción ideada originalmente para servirle de cuartel. 
Su propietario desde 1956 fue don Juan Crisóstomo Bravo Ramos. La publicación fue miembro de la Sociedad Interamericana de Prensa.

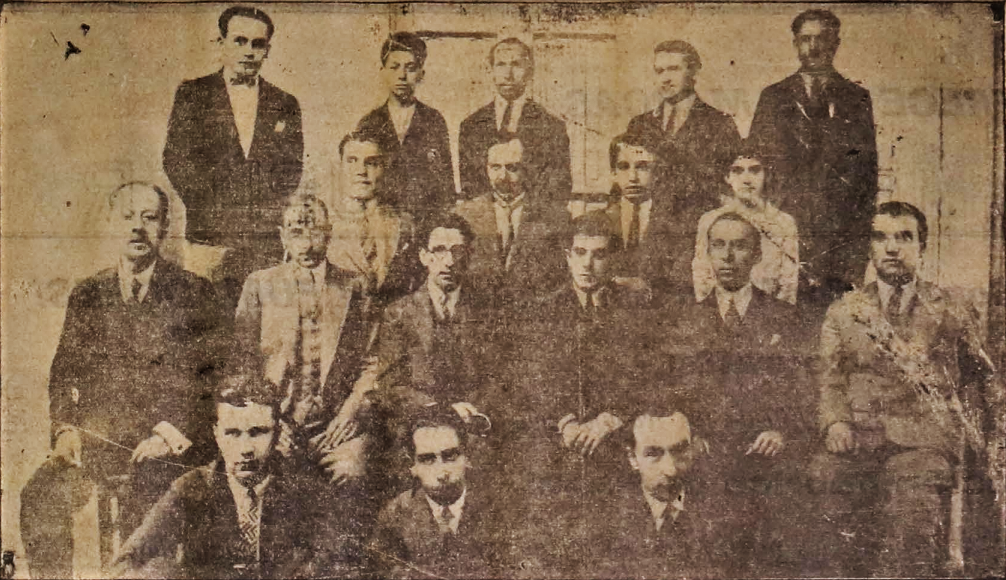
Equipo del diario en 1929.

En un principio órgano del Partido Liberal, con el tiempo su orientación fue neutral e independiente. Diario de duración casi centenaria, no solo fue un importante medio escrito de la ciudad y la provincia de Talca sino que también promotor de diversas iniciativas de bien público, como la construcción del Paso Pehuenche y el surgimiento de la Feria Internacional de la Región del Maule, FITAL.
Escribieron en sus páginas diversos cronistas que dejaron a su turno valiosos testimonios de la historia talquina y nacional. Cabe destacar entre ellos a Fortunato Rojas Labarca, Francisco Hederra Concha, Joaquín Edwards Bello y Benito Riquelme González. Este último fue el más prolífico de todos, consignando en sus "Crónicas talquinas" hechos y personajes de la capital del Maule desde mediados del siglo XX hasta su muerte en 1989.
En agosto de 1971, en medio de la convulsa situación social del país, las instalaciones de La Mañana de Talca fueron tomadas (al igual que por entonces con el diario El Sur de Concepción) por el Movimiento de Izquierda Revolucionaria (MIR), en colaboración con un sector de los trabajadores de la empresa. Como respuesta, en febrero de 1972 el gobierno nombró un interventor. El 27 de septiembre del mismo año la Corte Suprema ordenaría la restitución del edificio, hecho que ocurriría recién en noviembre.
Tras la restitución del diario a su dueño comenzó la larga agonía del matutino, ya desde antaño en una situación económica inestable y atraso técnico. La aparición del diario El Centro, fundado en 1989, de mejor calidad gráfica y mayor extensión informativa, aceleró el fin de La Mañana de Talca, que suspendió su circulación el 27 de septiembre de 1992, con un ejemplar de tan solo cuatro páginas. Reapareció el 20 de enero de 1994, cesando definitivamente sus publicaciones el 31 de mayo de 1996.
El mencionado El Centro, en la década del 2000, publicó un semanario con el nombre La Mañana, en homenaje al desaparecido medio de comunicación.